# Dienné
Dienné è un comune francese di 517 abitanti situato nel dipartimento della Vienne, nella regione della Nuova Aquitania.

## Società

### Evoluzione demografica
Abitanti censiti